# Liste der diplomatischen Vertretungen in Eswatini

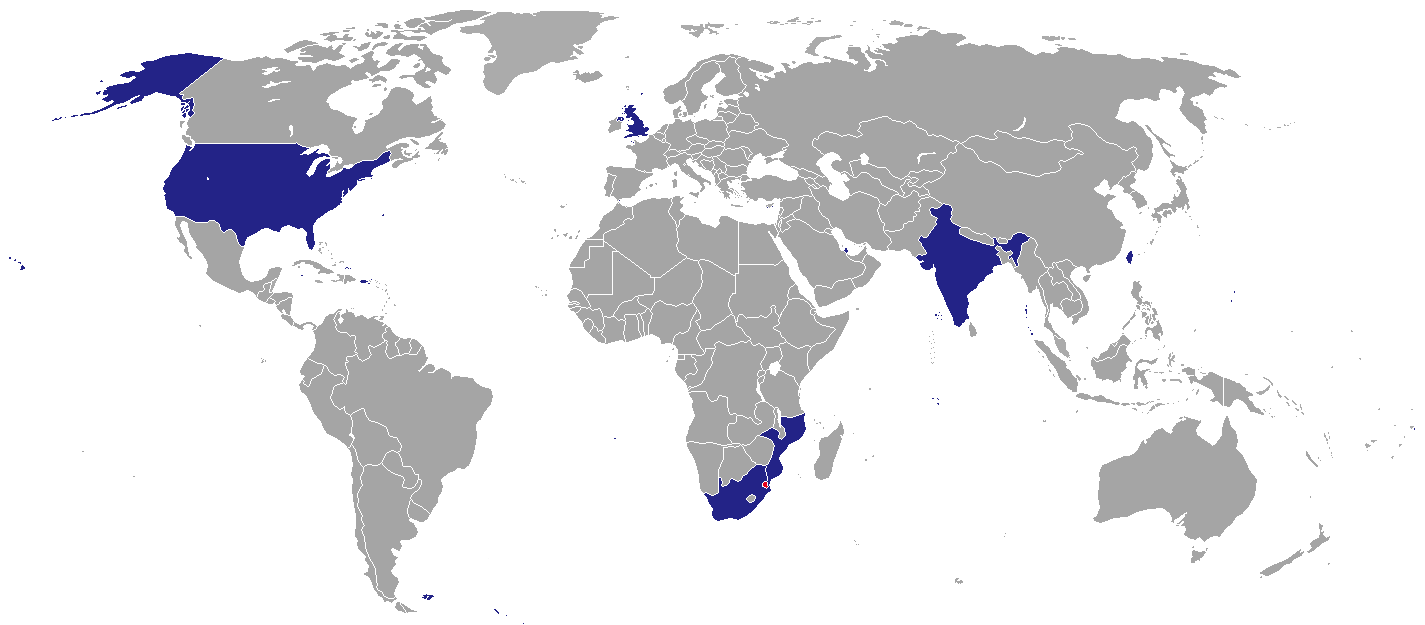
Staaten mit einer Botschaft in Eswatini

Die Liste der diplomatischen Vertretungen in Eswatini führt Botschaften und Konsulate auf, die im afrikanischen Königreich Eswatini eingerichtet sind (Stand 2019).

## Botschaften in Mbabane
Fünf Botschaften sind in der eswatinischen Hauptstadt Mbabane eingerichtet (Stand 2019). Eine Hohe Kommission bzw. Hochkommisas (high commissioner) ist die entsprechende Bezeichnung für die Botschaft bzw. den Botschafter untereinander in den Commonwealth-Staaten.

### Staaten
| - Taiwan: Botschaft - Mosambik: Hohe Kommission - Katar: Botschaft - Südafrika: Hohe Kommission - Vereinigte Staaten: Botschaft |

### Vertretungen Internationaler Organisationen
- Europäische Union, Delegation